# 78. pehotna divizija (ZDA)
78. pehotna divizija (izvirno angleško 78th Infantry Division) je bila pehotna divizija Kopenske vojske ZDA.